# Vlada Avramov
Vlada Avramov (ser. Влада Аврамов; Novi Sad, 5 aprile 1979) è un allenatore di calcio ed ex calciatore serbo, di ruolo portiere, preparatore dei portieri dell'Al-Okhdood.

## Carriera

### Giocatore

#### Club

##### Gli esordi in patria
Ha iniziato la carriera nel Vojvodina Novi Sad con il quale debutta, appena diciannovenne, nel campionato serbo nel 1999, disputando 16 partite. Anche nella stagione successiva si dimostra portiere dalle grandi qualità, scendendo in campo in 20 occasioni.

##### L'arrivo in Italia: Vicenza, Pescara, Fiorentina e Treviso
Acquistato dal L.R. Vicenza nell'estate del 2001, resta in panchina tutto l'anno alle spalle di Giorgio Sterchele, avendo la soddisfazione di debuttare in serie B nell'ultima partita con il Cagliari. Nella stagione seguente, nel caos della gestione Mandorlini, la porta del L.R. Vicenza vede alternarsi dapprima Campagnolo, poi Sterchele e, solo dopo il suo infortunio, Avramov che, colta la possibilità al volo, si dimostra una delle più piacevoli e positive sorprese dell'annata biancorossa. La stagione seguente, sotto la guida di mister Iachini, Avramov diventa uno dei punti di forza della squadra berica, scendendo in campo per ben 41 volte e salvando il risultato in più occasioni. La sua quarta stagione in biancorosso lo vede ancora titolare, ma dopo una prima parte di torneo non brillantissima, complice comunque errori imbarazzanti della difesa, lo vedono perdere il posto, dopo 23 incontri, a favore dell'amico e più esperto Sterchele.
Non avendo certezze, e per non sprecare una stagione in panchina, pur rimanendo proprietà del L.R. Vicenza, passa al Pescara, dove l'inizio non è dei migliori, in quanto gli viene preferito Michele Tardioli. Dopo un infortunio del portiere titolare, Avramov debutta con la nuova casacca, non perdendo più il posto fisso (26 le sue presenze a fine stagione) e dimostrandosi uno dei migliori portieri della Serie B, attirando le mire dei grandi club, tra cui la Fiorentina che acquista il suo cartellino dal L.R. Vicenza il 5 giugno 2006 per 1200000 €.
Alla fine di agosto, avendo davanti portieri più esperti quali Sébastien Frey e Bogdan Lobonț, viene ceduto in prestito al Treviso di cui diventa subito titolare, disputando 38 incontri di buon livello a difesa della porta biancoceleste.
Rientrato a Firenze, diventa il secondo portiere della formazione viola, debuttando in Serie A il 17 febbraio 2008 nel corso di Fiorentina-Catania 2-1. Il 4 novembre 2009 esordisce in Champions League nella gara tra Fiorentina e il Debrecen, vinta dai Viola per 5-2.
Nella stagione 2010-2011 diventa il terzo portiere dopo Sébastien Frey e Artur Boruc, e il quarto con l'arrivo a gennaio di Neto.

##### Cagliari
Nell'estate del 2011, dopo essersi svincolato dalla Fiorentina, firma con il Cagliari. Debutta in campionato, il 1º aprile nella gara vinta dai sardi con il risultato di 2-0 contro l'Atalanta a causa dell'infortunio del collega Michael Agazzi.
Ritorna titolare nel 2013, nuovamente a causa dell'infortunio del primo portiere, e difende la porta dei rossoblu il 25 novembre in occasione del match contro la Roma compiendo interventi decisivi e permettendo al Cagliari di concludere la partita sul risultato di 0-0. Gioca più di metà campionato da titolare, ben figurando.
Concluso il campionato di Serie A 2013-2014, invece di andare in vacanza come molti colleghi calciatori, decide di tornare in Serbia, colpita da una gravissima alluvione, per portare soccorso alla sua gente prestando aiuti umanitari.

##### Torino e prestito all'Atalanta
Svincolatosi dal Cagliari, il 19 luglio 2014 firma un contratto con il Torino, prendendo a parte a tutto il ritiro estivo ed ai preliminari di Europa League oltre che alla prima di campionato dove rimane in panchina senza mai debuttare ufficialmente. Così il successivo 1º settembre passa in prestito gratuito per un anno all'Atalanta. Fa il suo esordio assoluto con la maglia dell'Atalanta nella partita di Coppa Italia vinta per 2-0 contro l'Avellino il 3 dicembre 2014. Il 10 maggio 2015 gioca la sua prima ed unica partita di campionato con la maglia dei bergamaschi, sul campo del Palermo. A fine stagione dopo solo una presenza in campionato non viene riscattato restando svincolato.

##### FC Tokyo e ritiro
Il 2 settembre 2015 viene ingaggiato dal Football Club Tokyo, allenato da Massimo Ficcadenti, ma il suo contratto viene successivamente rescisso il 27 dicembre dello stesso anno dopo otto presenze restando ancora una volta svincolato.
Il 1º luglio 2017, si ritirerà ufficialmente dal calcio giocato dopo 2 anni di inattività all'età di  38 anni.

#### Nazionale
Nelle qualificazioni al campionato d'Europa 2008 è stabilmente nel giro della Nazionale serba, con cui debutta il 21 novembre 2007 in occasione di Serbia-Polonia, difendendo i pali nuovamente quattro giorni dopo nella sfida vinta 1-0 contro il Kazakistan.

### Allenatore
Dopo oltre un anno di pausa, nel luglio 2017 abbandona il calcio giocato e su richiesta di Cesare Prandelli diventa vice preparatore dei portieri dell'Al-Nasr Sports Club. dove rimane per una stagione. Il 14 luglio 2018 entra nello staff di David Suazo come allenatore dei portieri al Brescia, ma a causa dei risultati negativi il 18 settembre con l'esonero di Suazo viene sollevato anche lui dall'incarico. Il 29 maggio 2019 accetta la proposta del mister Giuseppe Sannino che lo inserisce nel suo staff come preparatore dei portieri all'Honvéd di Budapest. Nel 2020/2021 inizia ad allenare i portieri di Çaykur Rizespor nella Super Lig, massimo campionato turco. Lasciando l'incarico dopo l'esonero dell'allenatore il 16 gennaio 2021. Dopo un periodo senza squadra, il 2 febbraio 2022 ritorna all'Honvéd sempre come allenatore dei portieri, dove rimane fino al 23 luglio 2024, quando annuncia il suo addio al club ungherese.

## Statistiche

### Presenze e reti nei club
| Stagione          | Squadra           | Campionato        | Campionato | Campionato | Coppe nazionali | Coppe nazionali | Coppe nazionali | Coppe continentali | Coppe continentali | Coppe continentali | Altre coppe | Altre coppe | Altre coppe | Totale | Totale |
| Stagione          | Squadra           | Comp              | Pres       | Reti       | Comp            | Pres            | Reti            | Comp               | Pres               | Reti               | Comp        | Pres        | Reti        | Pres   | Reti   |
| ----------------- | ----------------- | ----------------- | ---------- | ---------- | --------------- | --------------- | --------------- | ------------------ | ------------------ | ------------------ | ----------- | ----------- | ----------- | ------ | ------ |
| 1998-1999         | Vojvodina         | SS                | 6          | -?         | -               | -               | -               | -                  | -                  | -                  | -           | -           | -           | 6      | -?     |
| 1999-2000         | Vojvodina         | SS                | 22         | -?         | -               | -               | -               | -                  | -                  | -                  | -           | -           | -           | 22     | -?     |
| 2000-2001         | Vojvodina         | SS                | 16         | -?         | -               | -               | -               | -                  | -                  | -                  | -           | -           | -           | 16     | -?     |
| Totale Vojvodina  | Totale Vojvodina  | Totale Vojvodina  | 44         | -?         |                 | -               | -               |                    | -                  | -                  |             | -           | -           | 44     | -?     |
| 2001-2002         | L.R. Vicenza      | B                 | 1          | -2         | CI              | 0               | 0               | -                  | -                  | -                  | -           | -           | -           | 1      | -2     |
| 2002-2003         | L.R. Vicenza      | B                 | 21         | -25        | CI              | 2               | -1              | -                  | -                  | -                  | -           | -           | -           | 23     | -26    |
| 2003-2004         | L.R. Vicenza      | B                 | 41         | -43        | CI              | 0               | 0               | -                  | -                  | -                  | -           | -           | -           | 41     | -43    |
| 2004-2005         | L.R. Vicenza      | B                 | 23         | -40        | CI              | 2               | -2              | -                  | -                  | -                  | -           | -           | -           | 25     | -42    |
| ago. 2005         | L.R. Vicenza      | B                 | 0          | 0          | CI              | 1               | -2              | -                  | -                  | -                  | -           | -           | -           | 1      | -2     |
| Totale Vicenza    | Totale Vicenza    | Totale Vicenza    | 86         | -110       |                 | 5               | -5              |                    | -                  | -                  |             | -           | -           | 91     | -115   |
| ago. 2005-2006    | Pescara           | B                 | 26         | -24        | CI              | -               | -               | -                  | -                  | -                  | -           | -           | -           | 26     | -24    |
| 2006-2007         | Treviso           | B                 | 38         | -41        | CI              | 0               | 0               | -                  | -                  | -                  | -           | -           | -           | 38     | -41    |
| 2007-2008         | Fiorentina        | A                 | 2          | -1         | CI              | 0               | 0               | CU                 | 0                  | 0                  | -           | -           | -           | 2      | -1     |
| 2008-2009         | Fiorentina        | A                 | 0          | 0          | CI              | 0               | 0               | UCL+CU             | 0                  | 0                  | -           | -           | -           | 0      | 0      |
| 2009-2010         | Fiorentina        | A                 | 2          | -4         | CI              | 1               | -2              | UCL                | 1                  | -2                 | -           | -           | -           | 4      | -8     |
| 2010-2011         | Fiorentina        | A                 | 1          | -2         | CI              | 2               | -2              | -                  | -                  | -                  | -           | -           | -           | 3      | -4     |
| Totale Fiorentina | Totale Fiorentina | Totale Fiorentina | 5          | -7         |                 | 3               | -4              |                    | 1                  | -2                 |             | -           | -           | 9      | -13    |
| 2011-2012         | Cagliari          | A                 | 3          | 0          | CI              | 1               | -2              | -                  | -                  | -                  | -           | -           | -           | 4      | -2     |
| 2012-2013         | Cagliari          | A                 | 5          | -7         | CI              | 2               | -3              | -                  | -                  | -                  | -           | -           | -           | 7      | -10    |
| 2013-2014         | Cagliari          | A                 | 23         | -25        | CI              | 0               | 0               | -                  | -                  | -                  | -           | -           | -           | 23     | -25    |
| Totale Cagliari   | Totale Cagliari   | Totale Cagliari   | 31         | -32        |                 | 3               | -5              |                    | -                  | -                  |             | -           | -           | 34     | -37    |
| ago.-set. 2014    | Torino            | A                 | 0          | 0          | CI              | 0               | 0               | UEL                | 0                  | 0                  | -           | -           | -           | 0      | 0      |
| set. 2014-2015    | Atalanta          | A                 | 1          | -1         | CI              | 2               | -3              | -                  | -                  | -                  | -           | -           | -           | 3      | -4     |
| set.-dic. 2015    | FC Tokyo          | J1                | 8          | -7         | CI+CdL          | 0               | 0               | -                  | -                  | -                  | -           | -           | -           | 8      | -7     |
| Totale carriera   | Totale carriera   | Totale carriera   | 239        | -222+      |                 | 13              | -17             |                    | 1                  | -2                 |             | -           | -           | 253    | -241+  |

### Cronologia presenze e reti in nazionale
| Cronologia completa delle presenze e delle reti in nazionale ― Serbia | Cronologia completa delle presenze e delle reti in nazionale ― Serbia | Cronologia completa delle presenze e delle reti in nazionale ― Serbia | Cronologia completa delle presenze e delle reti in nazionale ― Serbia | Cronologia completa delle presenze e delle reti in nazionale ― Serbia | Cronologia completa delle presenze e delle reti in nazionale ― Serbia | Cronologia completa delle presenze e delle reti in nazionale ― Serbia | Cronologia completa delle presenze e delle reti in nazionale ― Serbia |
| Data                                                                  | Città                                                                 | In casa                                                               | Risultato                                                             | Ospiti                                                                | Competizione                                                          | Reti                                                                  | Note                                                                  |
| --------------------------------------------------------------------- | --------------------------------------------------------------------- | --------------------------------------------------------------------- | --------------------------------------------------------------------- | --------------------------------------------------------------------- | --------------------------------------------------------------------- | --------------------------------------------------------------------- | --------------------------------------------------------------------- |
| 21-11-2007                                                            | Belgrado                                                              | Serbia                                                                | 2 – 2                                                                 | Polonia                                                               | Qual. Euro 2008                                                       | -2                                                                    |                                                                       |
| 24-11-2007                                                            | Belgrado                                                              | Serbia                                                                | 1 – 0                                                                 | Kazakistan                                                            | Qual. Euro 2008                                                       | -                                                                     | 90+3’                                                                 |
| Totale                                                                |                                                                       | Presenze                                                              | 2                                                                     |                                                                       | Reti                                                                  | -2                                                                    |                                                                       |